# Pena de muerte por homosexualidad
La pena de muerte por homosexualidad como castigo penal ha sido implementada por varios países a lo largo de su historia. Actualmente sigue siendo un castigo legal en varios países y regiones, la mayoría de los cuales tienen leyes penales basadas en la sharía, excepto Uganda y Corea del Norte.
Las personas homosexuales también enfrentan ejecuciones extrajudiciales por parte de actores estatales y no estatales en algunos estados y regiones del mundo. Los lugares donde se sabe que esto ocurre incluyen: Irak, Libia, Malasia, Siria y Chechenia. La imposición de la pena de muerte por homosexualidad puede ser catalogada como asesinato judicial de personas homosexuales

## En las leyes estatales vigentes

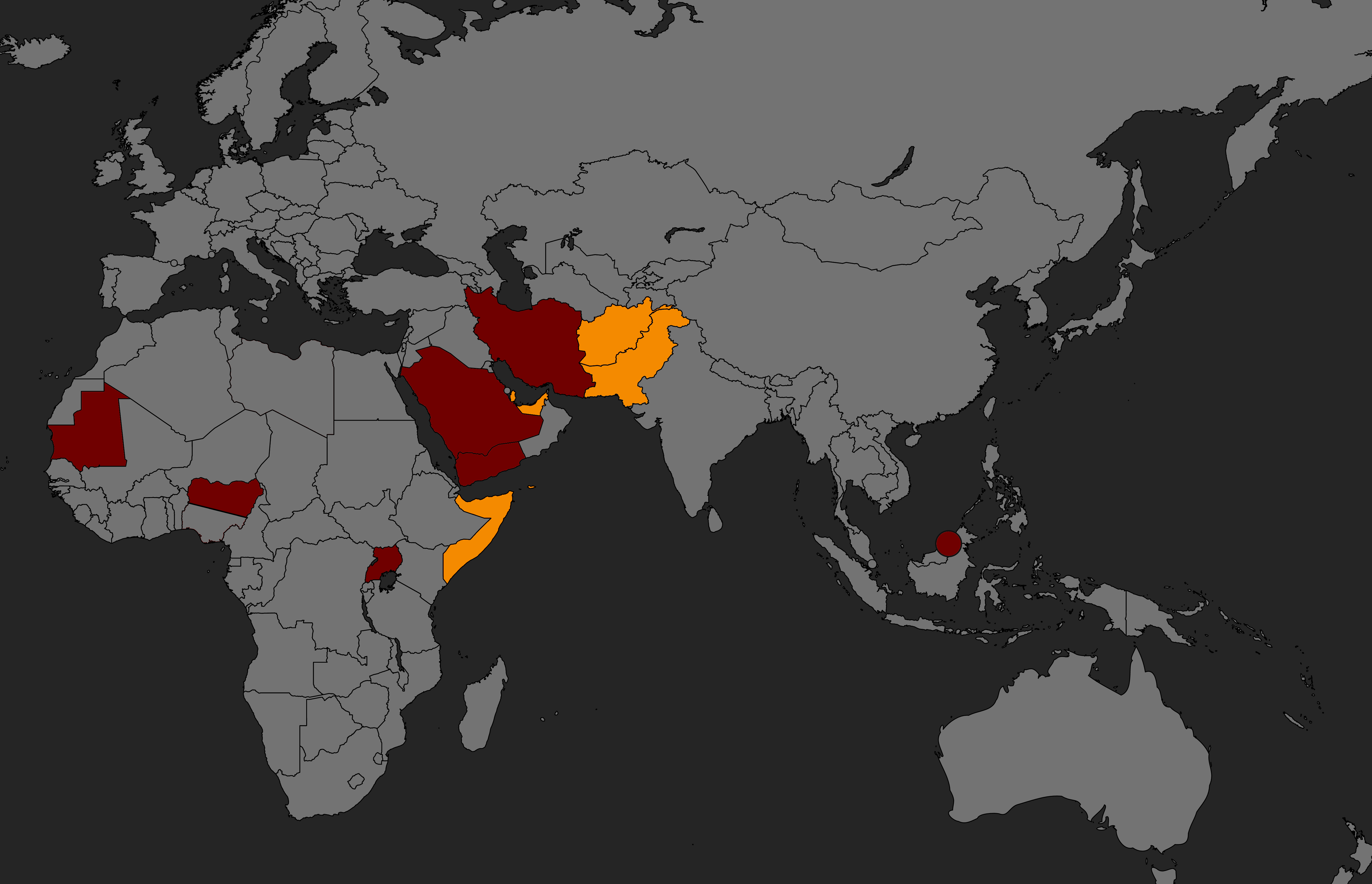
Países donde la ley establece explícitamente la pena de muerte por relaciones sexuales entre adultos del mismo sexo que lo consienten.
Países que han criminalizado los actos consentidos entre adultos del mismo sexo, pero que no está claro si la muerte es un castigo legal.

Todas las naciones, excepto Uganda, que actualmente tienen la pena capital como un castigo potencial por la actividad homosexual, basan esas leyes en interpretaciones de las enseñanzas islámicas. A partir de marzo de 2023, las siguientes jurisdicciones prescriben la pena de muerte por homosexualidad:
- Afganistán: Un Código Penal promulgado en febrero de 2018 criminaliza explícitamente la conducta sexual entre personas del mismo sexo en la República Islámica de Afganistán.[3] Fuentes citadas por la Asociación Internacional de Lesbianas, Gays, Bisexuales, Trans e Intersex (ILGA) indicaron que había un «amplio consenso entre los académicos de que la ejecución era el castigo apropiado si se podían probar los actos homosexuales».[4] La categoría de la sharía de zina (relaciones sexuales ilícitas), que según algunas escuelas jurídicas islámicas tradicionales puede implicar el hadd (prescrito por la sharía) castigo de lapidación, cuando se cumplen estrictos requisitos probatorios. La escuela Hanafi, que prevalece en Afganistán, no considera los actos homosexuales como un crimen hadd, aunque los jueces afganos pueden haber aplicado potencialmente la pena de muerte por varias razones. No se conocen sentencias de muerte por homosexualidad después del fin del gobierno talibán en 2001. Sin embargo, luego de la toma de control de Afganistán por parte de los talibanes en 2021, se renovaron los temores de represalias, incluida la muerte de los sospechosos de homosexualidad. Un portavoz talibán dijo a Reuters en 2021: «LGBT... Eso va en contra de nuestra ley Sharía». Un juez talibán dijo que «para los homosexuales, solo puede haber dos castigos: o la lapidación, o debe pararse detrás de un muro que se le caerá encima».
- Brunéi: La Orden del Código Penal de la Syariah (Malayo: Syariah), prescribe la muerte por lapidación por actos sexuales entre hombres (en suspenso bajo una moratoria, que puede ser levantada sin previo aviso en cualquier momento), Pena de hecho: Siete años de prisión y 30 latigazos para los hombres casados.
- Irán:[5] Las relaciones sexuales anales entre hombres se declaran un delito capital en el Código Penal Islámico de Irán, promulgado en 1991. Los artículos 233 a 241 tipifican como delito las actividades entre mujeres y hombres del mismo sexo; para una primera ofensa, la pena de muerte solo se aplica a algunos casos de coito peneano-anal hombre-hombre, y la actividad mujer-mujer y otros casos de actividad hombre-hombre se castigan con flagelación en lugar de ejecución. En virtud de la combinación de los artículos 136 y 238, una mujer condenada por cuarta vez por el delito de musaheqeh (tribadismo) debe ser ejecutada; no hay pena de muerte por conducta sexual no genital-genital femenino-femenina. Aunque los motivos de ejecución en Irán son difíciles de rastrear, hay pruebas de que varios hombres homosexuales fueron ejecutados en 2005-2006, 2016 y 2022, principalmente por presuntos cargos de violación.
- Mauritania:[6] De acuerdo con una ley de 1984, los hombres musulmanes pueden ser apedreados por tener relaciones sexuales homosexuales, aunque hasta ahora no se han conocido ejecuciones. El país ha observado una moratoria sobre la ejecución de la pena de muerte desde 1987.
- Nigeria: Varios estados del norte han adoptado leyes penales basadas en la sharía, aunque no se conocen ejecuciones.
- Pakistán: Los castigos de Hudood por homosexualidad incluyen la ejecución. Sin embargo, los reglamentos de hudood no se han aplicado «desde el levantamiento de la ley marcial en 1985», según el Departamento de Estado de EE. UU., y no se conocen casos de aplicación de Hudood a la conducta sexual entre personas del mismo sexo en Pakistán.[7]
- Catar: La actividad sexual entre personas del mismo sexo está prohibida por el Código Penal de 2004, que tipifica como delito los actos de «sodomía» y las relaciones sexuales entre personas del mismo sexo. Estas disposiciones conllevan una pena máxima de siete años de prisión. Tanto hombres como mujeres son criminalizados bajo esta ley. Además, la pena de muerte se aplica solo a los musulmanes, para ciertos tipos de relaciones sexuales extramatrimoniales, independientemente del género de los participantes. Sin embargo, no hay pruebas de que se haya aplicado la pena de muerte por relaciones sexuales consentidas entre adultos del mismo sexo.
- Arabia Saudita: No tienen leyes penales codificadas.[5] Según la interpretación de la sharía del país, un hombre casado que comete sodomía, o un no musulmán que comete sodomía con un musulmán, puede ser lapidado hasta la muerte. Hay informes no confirmados de que dos ciudadanos paquistaníes que se vestían como travestis fueron asesinados por las autoridades saudíes en 2017, lo que las autoridades saudíes han negado. Las ejecuciones verificadas ocurrieron en 2019. La homosexualidad en Arabia Saudita está probada por cuatro testigos presenciales que vieron la penetración, o una confesión propia; si no se cumplen estas condiciones, no pueden ser apedreados, pero pueden recibir castigos discrecionales como latigazos y cárcel.
- Somalia: Insurgentes y funcionarios somalíes han impuesto la ley basada en la sharia en varios estados del sur. En territorios controlados por al-Shabaab, la homosexualidad se castiga con la muerte.[5][6]
- Uganda: En mayo de 2023, se promulgó la Ley contra la Homosexualidad de 2023, que prescribe la pena de muerte para quienes tengan relaciones homosexuales con menores, personas mayores, una persona con discapacidad, sin o incapaz de dar su consentimiento, o una persona con una enfermedad mental, así como para aquellos que han sido condenados por homosexualidad más de una vez o han sido infectados con VIH/sida.[8][9][10]
- EAU: Los actos sexuales entre personas del mismo sexo y las expresiones de identidad sexual y de género se tratan en los artículos 356 («Degradación voluntaria») y 358 a 359 («Actos indecentes flagrantes») del Código Penal Federal, que prescriben penas de prisión de entre uno y 15 años.[nota 1] Algunos tribunales de la Sharia han ido más allá de las leyes codificadas y han impuesto sentencias de lapidación o azotes por delitos de zina, con lo que, en teoría, la actividad sexual entre personas del mismo sexo puede ser castigada con la pena de muerte, por ocurrir fuera del matrimonio. Estas raras sentencias siempre han sido anuladas.[4][7] Si bien la adhesión del sistema legal del país a la sharia permite la pena capital por actividad sexual entre personas del mismo sexo, al igual que con otros actos sexuales realizados por personas casadas fuera del matrimonio según las disposiciones de zina, no se conocen casos de imposición de la pena de muerte a partir de 2020, según a la organización británica sin fines de lucro Human Dignity Trust,[nota 2][12] Amnistía Internacional, ILGA y el Departamento de Estado de los Estados Unidos.[13][7][14][15]
- Yemen: El castigo por la homosexualidad en Yemen puede tener su origen en el código penal codificado o en personas que buscan hacer cumplir la moral islámica tradicional. El artículo 264 del código penal nacional prohíbe los actos homosexuales privados y consensuales entre hombres adultos. La pena prevista en la ley para los hombres solteros es de 100 latigazos y hasta un año de prisión. La ley estipula que los hombres casados condenados por homosexualidad deben ser ejecutados por lapidación.[16] El artículo 268 del código penal nacional prohíbe los actos homosexuales privados y consensuales entre mujeres adultas. La ley estipula que los actos de lesbianismo premeditados se castigan con hasta tres años de prisión.[16] Además del código penal, el castigo por la homosexualidad puede provenir de personas que buscan imponer la moralidad tradicional dentro de su propia familia o para la sociedad en general. En casos de «justicias» como esta, el castigo por la homosexualidad suele ser la muerte.[17]

## Ejecuciones extrajudiciales
En algunas regiones, los homosexuales han sido asesinados por milicias islamistas y grupos terroristas, como el Estado Islámico de Irak y el Levante en partes de Irak, Libia y Siria, el movimiento hutí en Yemen, Hamás en la Franja de Gaza y en Malasia. En febrero de 2016, Hamás, que reclama el control de la Autoridad Nacional Palestina y gobierna Gaza, ejecutó mediante un pelotón de fusilamiento a Mahmoud Ishtiwi, uno de los principales comandantes del grupo, por actividad homosexual.
Las purgas contra los homosexuales en Chechenia, una región predominantemente musulmana de Rusia, han incluido desapariciones forzadas (secuestros secretos, encarcelamiento y tortura) por parte de las autoridades locales chechenas contra personas en función de su orientación sexual percibida. De los 100 hombres que las autoridades detuvieron bajo sospecha de ser homosexuales o bisexuales, tres habrían muerto después de estar recluidos en lo que grupos de derechos humanos y testigos presenciales han llamado campos de concentración.
En Irak se han producido ejecuciones extrajudiciales. Los casos incluyen secuestros, torturas, violaciones y asesinatos a manos de bandas parapoliciales, milicias y perpetradores. Personas LGBT que temen por sus vidas se apoyan hoy en día en los activistas Human Rights Watch (HRW) e IraQueer. La investigadora de derechos LGBT de HRW, Rasha Younes, dijo: «Los iraquíes LGBT viven con el temor constante de ser perseguidos y asesinados por grupos armados con impunidad, así como de arrestos y violencia por parte de la policía iraquí, lo que hace que sus vidas sean insoportables».
En Malasia también se han producido asesinatos extrajudiciales de personas LGBT. No existen leyes en Malasia que protejan a la comunidad LGBT contra la discriminación y los crímenes de odio.
En regiones de África fuertemente influenciadas por el cristianismo conservador y el Islam se han reportado asesinatos a manos de multitud de personas y vigilantes, violencia familiar y otros abusos por parte de la comunidad hacia personas LGBT. Incidentes de este tipo han ocurrido en: Argelia, Uganda, Sudáfrica, Kenia, Liberia, Ghana, Camerún y Senegal. En algunos lugares, es poco probable que la policía intervenga en incidentes o tome medidas ante denuncias de abuso; a veces incluso son cómplices de la violencia contra homosexuales.

## Historia

### Australia
Los estados y territorios australianos aprobaron por primera vez leyes contra la homosexualidad durante la era colonial, y los parlamentos coloniales del siglo XIX mantuvieron disposiciones que convertían la actividad homosexual en un delito capital hasta 1861. La mayoría de las jurisdicciones eliminaron la pena capital como sentencia por actividad homosexual, aunque en Victoria permaneció como tal cuando se cometió al mismo tiempo que se infligía daño corporal o a una persona menor de catorce años hasta 1949. La última persona arrestada por sexo homosexual en Australia sería un hombre en 1984 en Tasmania. La última parte de Australia en legalizar las relaciones homosexuales consensuales entre adultos fue Tasmania en 1997. En 2017, el gobierno australiano legalizó el matrimonio entre personas del mismo sexo.
De los siete hombres en la historia de Australia que se sabe que fueron ejecutados por sodomía, seis casos involucraron abuso sexual de menores; sólo uno de los siete casos fue por actos consentidos entre adultos. En ese único caso, Alexander Browne fue ahorcado en Sídney el 22 de diciembre de 1828 por sodomía con su compañero William Lyster en el ballenero Royal Sovereign; Lyster también fue declarado culpable y condenado a muerte, pero su sentencia fue conmutada antes de la ejecución. Joseph Fogg fue ahorcado en Hobart el 24 de febrero de 1830 por un «crimen anónimo», también descrito en una fuente como un «crimen abominable». La naturaleza exacta de su crimen no está clara; si bien es probable que se trate de un delito sexual entre personas del mismo sexo dadas las etiquetas aplicadas ('sin nombre', 'abominable'), no está claro si fue por un acto consensual de un adulto, una violación entre personas del mismo sexo o un abuso de un menor.

### Alemania
Durante el período de la Alemania nazi de 1933 a 1945, los hombres homosexuales fueron perseguidos y miles de ellos fueron encarcelados en campos de concentración (y eventualmente en campos de exterminio) por el régimen nazi. Aproximadamente entre 5.000 y 15.000 fueron enviados a campos de concentración, y se estima que la tasa de mortalidad llega al 60%. Los homosexuales en los campos sufrieron un grado inusual de crueldad por parte de sus captores, incluido el uso como prácticas de tiro en campos de tiro.
En un discurso de 1937, Himmler argumentó que los hombres de las SS que habían cumplido condenas por homosexualidad deberían ser trasladados a un campo de concentración y fusilados cuando intentaran escapar. Esta política nunca se implementó y algunos hombres de las SS fueron absueltos de cargos de homosexualidad a pesar de las pruebas en su contra. Entre 1937 y 1940 se dictaron algunas condenas a muerte contra hombres de las SS por actos homosexuales.En un discurso pronunciado el 18 de agosto de 1941, Hitler argumentó que la homosexualidad debería combatirse en todas las organizaciones nazis y en el ejército. En particular, la homosexualidad en las Juventudes Hitlerianas debe ser castigada con la muerte para proteger a los jóvenes de convertirse en homosexuales; sin embargo, las Juventudes Hitlerianas nunca implementaron esta política.
Después de enterarse del comentario de Hitler, Himmler decidió que las SS debían ser al menos igual de duras con la homosexualidad y redactó un decreto que ordenaba la pena de muerte para cualquier miembro de las SS y de la policía declarado culpable de participar en un acto homosexual. Hitler firmó el decreto el 15 de noviembre de 1941 con la condición de que no hubiera absolutamente ninguna publicidad, preocupado de que un decreto tan severo pudiera alimentar la propaganda de izquierda de que la homosexualidad era especialmente frecuente en Alemania. Como no pudo publicarse en el periódico de las SS, el decreto fue comunicado a los hombres de las SS personalmente por sus superiores. Sin embargo, esto no se hizo de manera consistente y muchos hombres arrestados afirmaron que no tenían conocimiento del decreto.
Incluso después del decreto, sólo se dictarían unas pocas condenas a muerte. Himmler a menudo conmutaba la sentencia, especialmente si pensaba que el acusado no era un homosexual comprometido, sino que había sufrido un error puntual (especialmente mientras estaba ebrio). Muchos de aquellos cuyas sentencias fueron conmutadas fueron enviados a servir en la Brigada Dirlewanger, una unidad penal en el Frente Oriental, donde la mayoría fueron asesinados. Después de finales de 1943, debido a las pérdidas militares, la política fue reciclar a los hombres de las SS condenados por homosexualidad en la Wehrmacht.
La ley de 1933 sobre delincuentes habituales también permitía la ejecución después de la tercera condena. El 4 de septiembre de 1941, una nueva ley permitía la ejecución de delincuentes sexuales peligrosos o delincuentes habituales cuando «la protección de la Volksgemeinschaft o la necesidad de una justa expiación lo requieran». Esta ley permitió a las autoridades dictar sentencias de muerte contra homosexuales y se sabe que se utilizó en cuatro casos en Austria. En 1943, Wilhelm Keitel, jefe del Oberkommando der Wehrmacht, autorizó la pena de muerte para los soldados condenados por homosexualidad en «casos especialmente graves». Solo se conocen unas pocas ejecuciones de soldados homosexuales de la Wehrmacht, en su mayoría junto con otros cargos, especialmente deserción. Algunos homosexuales fueron ejecutados en centros de eutanasia nazis, como Bernburg o Meseritz-Obrawalde. Es difícil estimar el número de homosexuales asesinados directamente durante la era nazi.

### Reino Unido
A partir de 1533, en virtud de la Ley de sodomía de 1533, la Corona promulgó, derogó y repromulgó varias veces el delito capital para cualquier persona que «comete el detestable y abominable vicio de la sodomía con seres humanos o bestias», hasta que fue reinstaurado permanentemente en 1563. La actividad homosexual siguió siendo un delito capital hasta 1861. La última ejecución tuvo lugar el 27 de noviembre de 1835, cuando James Pratt y John Smith fueron ahorcados frente a la prisión de Newgate en Londres.

### Estados Unidos
Durante la era colonial de la historia estadounidense, las diversas naciones europeas que establecieron colonias en América trajeron consigo sus leyes preexistentes contra la homosexualidad (que incluían la pena capital). La creación de los Estados Unidos después de su victoria en la Guerra Revolucionaria no provocó ningún cambio en el estatus de la pena capital como sentencia por ser declarado culpable de comportamiento homosexual. A partir del siglo XIX, las distintas legislaturas estatales aprobaron leyes que pusieron fin al uso de la pena capital para quienes fueron condenados por conducta homosexual. Carolina del Sur fue el último estado, en 1873, en derogar de sus estatutos la pena de muerte por conducta homosexual. Se desconoce el número de veces que se ejecutó la pena. Los registros muestran que hubo al menos dos ejecuciones y varias condenas más con etiquetas vagas, como «crímenes contra la naturaleza».

### Sudán
En julio de 2020, se abolió la ley de sodomía que anteriormente castigaba a los hombres homosexuales con hasta 100 latigazos por el primer delito, cinco años de cárcel por el segundo y la pena de muerte la tercera vez, y una nueva legislación redujo la pena a penas de prisión que oscilaban entre de cinco años a cadena perpetua. Los activistas LGBT+ sudaneses elogiaron la reforma como un "gran primer paso", pero dijeron que aún no era suficiente y que el objetivo final debería ser la despenalización total de la actividad sexual entre personas del mismo sexo.